# Daniel Gyamfi
Daniel Gyamfi (sinh ngày 28 tháng 9 năm 1984) là một cầu thủ bóng đá người Ghana. Hiện tại anh thi đấu cho Liberty Professionals FC.

## Sự nghiệp
Gyamfi khởi đầu sự nghiệp cùng với Inter Millas F.C. và gia nhập Liberty Professionals FC vào tháng 1 năm 2006. Sau 2 năm cùng với Liberty Professionals FC anh ký hợp đồng cho mượn cùng với All Blacks F.C. vào ngày 11 tháng 7 năm 2008, nhưng lại trở về vào tháng 10 năm 2009.